# Hatoyama (Saitama)
Pour les articles homonymes, voir Hatoyama.
Hatoyama (鳩山町, Hatoyama-machi) est un bourg du district de Hiki situé dans la préfecture de Saitama, au Japon.

## Géographie

### Démographie
Au 1er décembre 2013, la population de Hatoyama s'élevait à 14 578 habitants répartis sur une superficie de 25,71 km2.